# Nuevo Horizonte
La comuna Nuevo Horizonte o comuna 12, está conformada por 8 barrios; limita con las comunas de Estación, Ecoturístico Cerro de Oro, Ciudadela del Norte y Palogrande. La comuna fue creada en el año 2019 debido a la división de la comuna Ciudadela del norte.

## División
La comuna está conformada por 8 barrios, los cuales son:
| - Comuneros - La Carola - Porvenir - Solferino - Sinaí - Villahermosa - Samaria - Villa café |